# Nelson megye (Észak-Dakota)
Nelson megye az Amerikai Egyesült Államokban, azon belül Észak-Dakota államban található. Megyeszékhelye és legnagyobb városa Lakota. Lakosainak száma 3015 fő (2020. április 1.). Nelson megye Walsh, Griggs, Grand Forks, Steele, Eddy, Benson és Ramsey megyékkel határos.

## Népesség
A megye népességének változása:
| Lakosok száma | 3119 | 3071 | 3091 | 3095 | 2968 | 3015 |
|               | 2010 | 2011 | 2012 | 2013 | 2015 | 2020 |